# Bart Zeilstra

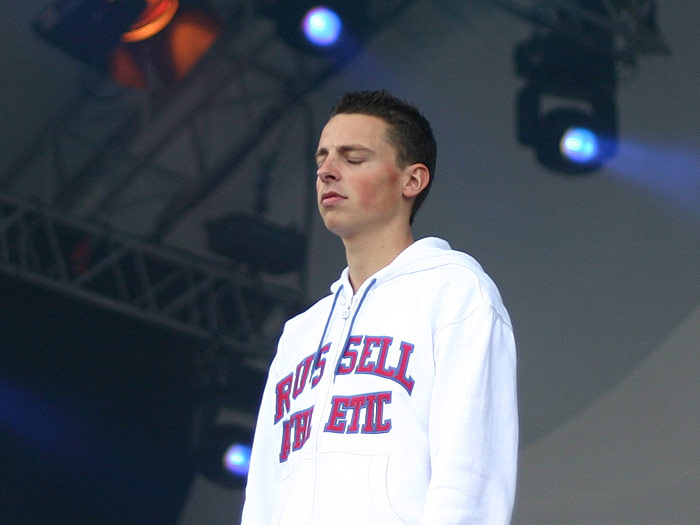
Baas B

Bart Zeilstra (Amsterdam, 10 april 1982) is een Nederlandse zanger en rapper. Zeilstra gebruikte jarenlang de artiestennaam Baas B.

## Biografie
Zeilstra groeide op in Diemen en vormde met Lange Frans in 1997 de formatie D-Men.  Tussen 2004 en 2009 vormde hij samen met Lange Frans het hiphopduo Lange Frans & Baas B.
In het seizoen 2005/2006 traden zij in heel Nederland op met hun show Spreek. Samen met Michael Bryan en een liveband speelden ze hun nieuwe nummers. Baas B had zijn laatste optreden bij X Factor en nam in 2009 afscheid van de microfoon. Hij sprak in de Nederlandse versie van de animatiefilm Cars ook de stemmen van de flauwe grappenmakers Snot Rod & DJ in, terwijl Lange Frans de stemmen insprak van de grappenmakers Boost & Wingo.
Na een studie psychologie hervatte hij in 2013 zijn muzikale carrière. Op donderdag 5 september 2013 kwam zijn eerste solo single Als ik in je ogen kijk uit waarop hij niet meer rapt maar zingt.
Sinds 2022 had Zeilstra een relatie met actrice Carré Albers. In de Nederlandse versie van het televisieprogramma First Dates vertelde hij in februari 2024 echter sinds oktober 2023 weer vrijgezel te zijn.

## Discografie

### Albums
| Album met eventuele hitnotering(en) in de Nederlandse Album Top 100 | Datum van verschijnen | Datum van binnenkomst | Hoogste positie | Aantal weken | Opmerkingen |
| ------------------------------------------------------------------- | --------------------- | --------------------- | --------------- | ------------ | ----------- |
| Lange Frans & Baas B                                                |                       |                       |                 |              |             |
| Supervisie                                                          | 2004                  | 11-09-2004            | 48              | 18           |             |
| Het Land Van                                                        | 24-11-2005            | 03-12-2005            | 27              | 14           |             |
| Verder                                                              | 23-04-2008            | 03-05-2008            | 56              | 5            |             |

### Singles
| Single met eventuele hitnotering(en) in de Nederlandse Top 40 | Datum van verschijnen | Datum van binnenkomst | Hoogste positie | Aantal weken | Opmerkingen                            |
| ------------------------------------------------------------- | --------------------- | --------------------- | --------------- | ------------ | -------------------------------------- |
| D-Men                                                         |                       |                       |                 |              |                                        |
| Zoveel mensen                                                 | 1999                  |                       |                 |              |                                        |
| Mijn feestje                                                  | 2005                  | 08-01-2005            | 28              | 6            | met Brutus & Negativ                   |
| Lange Frans & Baas B                                          |                       |                       |                 |              |                                        |
| Represent                                                     | 2004                  | 20-03-2004            | 99              | 2            | Nr. 99 in de Single Top 100            |
| Moppie                                                        | 2004                  | 10-07-2004            | 3               | 14           | met Brace                              |
| Zinloos                                                       | 2004                  | 23-10-2004            | 1(3wk)          | 15           | met Ninthe                             |
| Supervisie                                                    | 2005                  | 23-04-2005            | 35              | 2            |                                        |
| Het land van... (Live)                                        | 2005                  | 08-10-2005            | 1(2wk)          | 16           |                                        |
| Mee naar Diemen-Zuid                                          | 2005                  | 10-12-2005            | 16              | 9            |                                        |
| Ik wacht al zo lang                                           | 2006                  | 22-04-2006            | 18              | 7            | met Brutus & Tim                       |
| Dit moet een zondag zijn                                      | 2006                  | 29-07-2006            | tip6            | -            |                                        |
| Kamervragen                                                   | 04-02-2008            | 23-02-2008            | 14              | 5            | Nr. 14 in de Single Top 100            |
| Zondag vrij                                                   | 2008                  |                       |                 |              |                                        |
| Dit was het land van                                          | 2009                  | 04-04-2009            | tip3            |              |                                        |
| Baas B                                                        |                       |                       |                 |              |                                        |
| Stel je voor                                                  | 2005                  | 09-04-2005            | 37              | 3            | met Yes-R                              |
| Waar ik sta                                                   | 2008                  | 10-05-2008            | 74              | 1            | met Jayh / Nr. 74 in de Single Top 100 |
| Het is wat het is                                             | 2016                  | 23-05-2016            |                 |              |                                        |
| Het gaat lekker                                               | 2017                  | 10-04-2017            |                 |              | met Dennis Kroon                       |
| Bart Zeilstra                                                 |                       |                       |                 |              |                                        |
| Als ik in je ogen kijk                                        | 2013                  | 05-09-2013            |                 |              |                                        |
| Meer                                                          | 2014                  | 23-05-2014            |                 |              | met Jayh Jawson                        |

| Single met hitnotering(en) in de Vlaamse Ultratop 50 | Datum van verschijnen | Datum van binnenkomst | Hoogste positie | Aantal weken | Opmerkingen |
| ---------------------------------------------------- | --------------------- | --------------------- | --------------- | ------------ | ----------- |
| Zinloos                                              | 2004                  | 22-01-2005            | 43              | 2            | met Ninthe  |